# Sniff ’n’ the Tears
Sniff ’n’ the Tears ist eine britische Rockgruppe, die im Jahre 1977 gegründet wurde. Frontmann und einzig beständiges Mitglied ist Paul Roberts.

## Werdegang
Der mit Abstand größte internationale Erfolg der Band war das Lied Driver’s Seat, welches 1978 veröffentlicht wurde. Die erste Präsentation dieses Liedes fand bei der Fernsehsendung Top of the Pops statt; diese entwickelte sich jedoch für die Band zum Desaster, da die Single aufgrund von Unstimmigkeiten mit dem Verleger zunächst nicht vermarktet wurde. Noch im selben Jahr folgte eine Tour durch Deutschland und Spanien; später als Vorgruppe von Kenny Loggins und Kansas auch durch Amerika.
Driver’s Seat wurde in Deutschland im Jahre 1979 veröffentlicht, schaffte es jedoch nur in die Airplay-Charts. Erst als das Lied 1991 bei einem Nissan-Werbespot Verwendung fand, gelang auch in Deutschland der Einstieg in die Verkaufscharts. 2002 wurde das Lied erneut für einen Werbespot verwendet, diesmal von der Firma Blaupunkt.
Die Band konnte mit keinem ihrer später veröffentlichten Alben an den Erfolg des ersten Werks Fickle Heart, welches Driver’s Seat enthält, anknüpfen. 1983 löste sich die Gruppe auf. 1992 formierte sie sich neu. Im Jahre 2001 veröffentlichte Paul Roberts unter dem Namen Sniff ’n’ the Tears das Album Underground, welches er im Alleingang aufgenommen hatte.
Paul Roberts malte die meisten Cover-Bilder der Alben selbst.
Im Jahr 2011 wurde ein neues Studioalbum veröffentlicht.

## Diskografie

### Alben
- 1978: Fickle Heart
- 1980: The Game’s Up
- 1981: Love/Action
- 1982: Ride Blue Divide
- 1985: City Without Walls (Paul-Roberts-Solo-Album)
- 1987: Kettle Drum Blues (Paul-Roberts-Solo-Album)
- 1992: No Damage Done
- 2001: Underground
- 2011: Downstream
- 2017: Random Elements
- 2020: Acoustic - Jump

### Singles
- 1978 „New Lines on Love“
- 1979 „Driver’s Seat“
- 1980 „Poison Pen Mail“
- 1980 „Rodeo Drive“
- 1980 „One Love“
- 1981 „That Final Love“
- 1981 „The Driving Beat“
- 1982 „Hungry Eyes“
- 1982 „Como el fuego salvaje (Like Wildfire)“ (Spain release)
- 1982 „Ojos hambrientos“ (Spain release)
- 1991 "Driver’s Seat" (12" Long Version)

### Kompilationen
- 1991: A Best Of

## Belege
1. 1 2  Chartquellen: DE UK US